# Молодёжная сборная Украины по хоккею с шайбой
Молодёжная сборная Украины по хоккею с шайбой — национальная сборная команда игроков по хоккею с шайбой, возраст которых в год проведения матчей не достиг 20 лет. Представляет Украину на международных турнирах по хоккею с шайбой и товарищеских встречах. Организацию, управление и контроль обеспечивает Федерация хоккея Украины.

## История

### Советский период
До 1991 года на всесоюзных соревнованиях украинские хоккеисты выступали в составе молодёжной сборной команды Украинской ССР, управляемой Федерацией хоккея УССР во главе с бессменным руководителем Анатолием Николаевичем Хорозовым. Так, в 1990 году молодёжная сборная УССР принимала участие в VII зимней Спартакиаде, матчи хоккейного турнира которой проходили на домашнем для украинской команды льду киевского Дворца спорта. Согласно Положению о хоккейном турнире, к участию в нём допускались игроки не старше 20 лет. Хоккейные соревнования рассматривались как смотр ближайших резервов. Таким образом, вслед за взрослой командой, принимавшей участие в I зимней Спартакиаде в 1962 году, и юниорской командой, выступавшей в 3-х турнирах — 1978, 1982 и 1986 годов, выступления в турнирах продолжила молодёжная команда, сформированная из воспитанников киевской и харьковской хоккейных школ. На своей единственной Спартакиаде молодёжная команда Украинской ССР добилась самого большого своего успеха в истории выступлений на зимних Спартакиадах среди сборных всех возрастных категорий. Уступив первую строчку в однокруговом турнире безоговорочному фавориту — команде Москвы, украинцы в упорной борьбе с командами Белорусской ССР, РСФСР, Южного Урала и Ленинграда завоевали серебряные медали.
| Состав молодёжной сборной УССР по хоккею с шайбой на VII зимней Спартакиаде народов СССР | Состав молодёжной сборной УССР по хоккею с шайбой на VII зимней Спартакиаде народов СССР | Состав молодёжной сборной УССР по хоккею с шайбой на VII зимней Спартакиаде народов СССР | Состав молодёжной сборной УССР по хоккею с шайбой на VII зимней Спартакиаде народов СССР | Состав молодёжной сборной УССР по хоккею с шайбой на VII зимней Спартакиаде народов СССР | Состав молодёжной сборной УССР по хоккею с шайбой на VII зимней Спартакиаде народов СССР | Состав молодёжной сборной УССР по хоккею с шайбой на VII зимней Спартакиаде народов СССР | Состав молодёжной сборной УССР по хоккею с шайбой на VII зимней Спартакиаде народов СССР |                                    |
| П                                                                                        | Игрок                                                                                    | Г.р.                                                                                     | И                                                                                        | Г                                                                                        | П                                                                                        | О                                                                                        | Клуб                                                                                     |                                    |
| ---------------------------------------------------------------------------------------- | ---------------------------------------------------------------------------------------- | ---------------------------------------------------------------------------------------- | ---------------------------------------------------------------------------------------- | ---------------------------------------------------------------------------------------- | ---------------------------------------------------------------------------------------- | ---------------------------------------------------------------------------------------- | ---------------------------------------------------------------------------------------- | ---------------------------------- |
| В                                                                                        | Сергей Ткаченко                                                                          | 06.06.1971                                                                               | 7                                                                                        | −27                                                                                      | 0                                                                                        | 0                                                                                        | ХК «Сокол» (Киев)                                                                        |                                    |
| В                                                                                        | Андрей Голубчик                                                                          | 04.06.1972                                                                               | 1                                                                                        |                                                                                          | 0                                                                                        | 0                                                                                        | ШВСМ (Киев)                                                                              |                                    |
| З                                                                                        | Андрей Бущан                                                                             | 21.08.1970                                                                               | 7                                                                                        | 1                                                                                        | 2                                                                                        | 3                                                                                        | ХК «Динамо» (Харьков)                                                                    |                                    |
| З                                                                                        | Александр Годынюк                                                                        | 27.01.1970                                                                               | 7                                                                                        | 2                                                                                        | 5                                                                                        | 7                                                                                        | ХК «Сокол» (Киев)                                                                        |                                    |
| З                                                                                        | Алексей Житник                                                                           | 10.10.1972                                                                               | 2                                                                                        | 1                                                                                        | 2                                                                                        | 3                                                                                        | ХК «Сокол» (Киев)                                                                        |                                    |
| З                                                                                        | Александр Савицкий                                                                       | 03.05.1971                                                                               | 7                                                                                        | 0                                                                                        | 1                                                                                        | 1                                                                                        | ХК «Сокол» (Киев)                                                                        |                                    |
| З                                                                                        | Дмитрий Саенко                                                                           | 09.06.1969                                                                               | 7                                                                                        | 0                                                                                        | 1                                                                                        | 1                                                                                        | ШВСМ (Киев)                                                                              |                                    |
| З                                                                                        | Вячеслав Тимченко                                                                        | 16.08.1971                                                                               | 7                                                                                        | 0                                                                                        | 1                                                                                        | 1                                                                                        | ХК «Сокол» (Киев)                                                                        |                                    |
| З                                                                                        | Олег Шаргородский                                                                        | 18.11.1969                                                                               | 7                                                                                        | 1                                                                                        | 2                                                                                        | 3                                                                                        | ХК «Динамо» (Харьков)                                                                    |                                    |
| Н                                                                                        | Вадим Боровский                                                                          | 08.02.1970                                                                               | 7                                                                                        | 6                                                                                        | 1                                                                                        | 7                                                                                        | ШВСМ (Киев)                                                                              |                                    |
| Н                                                                                        | Константин Буценко                                                                       | 10.03.1969                                                                               | 7                                                                                        | 1                                                                                        | 2                                                                                        | 3                                                                                        | ХК «Динамо» (Харьков)                                                                    |                                    |
| Н                                                                                        | Виктор Гончаренко                                                                        | 10.05.1969                                                                               | 7                                                                                        | 1                                                                                        | 4                                                                                        | 5                                                                                        | ШВСМ (Киев)                                                                              |                                    |
| Н                                                                                        | Эдуард Кудерметов                                                                        | 07.03.1972                                                                               | 7                                                                                        | 0                                                                                        | 2                                                                                        | 2                                                                                        | ШВСМ (Киев)                                                                              |                                    |
| Н                                                                                        | Вадим Кулабухов                                                                          | 17.04.1969                                                                               | 7                                                                                        | 4                                                                                        | 5                                                                                        | 9                                                                                        | ХК «Сокол» (Киев)                                                                        |                                    |
| Н                                                                                        | Виктор Куценко                                                                           | 20.01.1969                                                                               | 5                                                                                        | 0                                                                                        | 0                                                                                        | 0                                                                                        | ШВСМ (Киев)                                                                              |                                    |
| Н                                                                                        | Виталий Литвиненко                                                                       | 14.03.1970                                                                               | 7                                                                                        | 1                                                                                        | 1                                                                                        | 2                                                                                        | ХК «Динамо» (Харьков)                                                                    |                                    |
| Н                                                                                        | Валентин Олецкий                                                                         | 02.06.1971                                                                               | 5                                                                                        | 1                                                                                        | 0                                                                                        | 1                                                                                        | ХК «Сокол» (Киев)                                                                        |                                    |
| Н                                                                                        | Иван Свинцицкий                                                                          | 05.05.1970                                                                               | 7                                                                                        | 5                                                                                        | 3                                                                                        | 8                                                                                        | ХК «Сокол» (Киев)                                                                        |                                    |
| Н                                                                                        | Андрей Сидоров                                                                           | 15.05.1969                                                                               | 5                                                                                        | 6                                                                                        | 1                                                                                        | 7                                                                                        | ХК «Динамо» (Харьков)                                                                    |                                    |
| Н                                                                                        | Валерий Чёрный                                                                           | 09.05.1969                                                                               | 7                                                                                        | 4                                                                                        | 1                                                                                        | 5                                                                                        | ХК «Динамо» (Харьков)                                                                    |                                    |
| тренеры                                                                                  | тренеры                                                                                  | Александр Сеуканд, Юрий Макренский                                                       | Александр Сеуканд, Юрий Макренский                                                       | Александр Сеуканд, Юрий Макренский                                                       | Александр Сеуканд, Юрий Макренский                                                       | Александр Сеуканд, Юрий Макренский                                                       | Александр Сеуканд, Юрий Макренский                                                       | Александр Сеуканд, Юрий Макренский |

| Игры молодёжной сборной УССР по хоккею с шайбой на VII зимней Спартакиаде народов СССР | Игры молодёжной сборной УССР по хоккею с шайбой на VII зимней Спартакиаде народов СССР | Игры молодёжной сборной УССР по хоккею с шайбой на VII зимней Спартакиаде народов СССР | Игры молодёжной сборной УССР по хоккею с шайбой на VII зимней Спартакиаде народов СССР | Игры молодёжной сборной УССР по хоккею с шайбой на VII зимней Спартакиаде народов СССР | Игры молодёжной сборной УССР по хоккею с шайбой на VII зимней Спартакиаде народов СССР |
| №                                                                                      | Дата                                                                                   | Соперник                                                                               | Счёт                                                                                   | Бомбардиры                                                                             |                                                                                        |
| -------------------------------------------------------------------------------------- | -------------------------------------------------------------------------------------- | -------------------------------------------------------------------------------------- | -------------------------------------------------------------------------------------- | -------------------------------------------------------------------------------------- | -------------------------------------------------------------------------------------- |
| 1                                                                                      | 09.04.1990                                                                             | Белорусская ССР                                                                        | 5:3                                                                                    | Кулабухов, Чёрный, Боровский, Сидоров, Годынюк                                         |                                                                                        |
| 2                                                                                      | 10.04.1990                                                                             | Ленинград                                                                              | 6:3                                                                                    | Сидоров−3, Кулабухов, Боровский, Литвиненко                                            |                                                                                        |
| 3                                                                                      | 12.04.1990                                                                             | Латвийская ССР                                                                         | 7:3                                                                                    | Сидоров, Боровский−2, Чёрный, Кулабухов, Свинцицкий−2                                  |                                                                                        |
| 4                                                                                      | 13.04.1990                                                                             | РСФСР                                                                                  | 2:2                                                                                    | Сидоров, Годынюк                                                                       |                                                                                        |
| 5                                                                                      | 15.04.1990                                                                             | Москва                                                                                 | 1:4                                                                                    | Боровский                                                                              |                                                                                        |
| 6                                                                                      | 16.04.1990                                                                             | Южный Урал                                                                             | 4:6                                                                                    | Свинцицкий−2, Житник, Бущан                                                            |                                                                                        |
| 7                                                                                      | 18.04.1990                                                                             | Казахская ССР                                                                          | 9:6                                                                                    | Шаргородский, Свинцицкий, Чёрный−2, Боровский, Олецкий, Буценко, Гончаренко, Кулабухов |                                                                                        |
| Итого:                                                                                 | Итого:                                                                                 | 7 игр; +4 =1 −2; голы 34:27 (+7)                                                       | 7 игр; +4 =1 −2; голы 34:27 (+7)                                                       | 7 игр; +4 =1 −2; голы 34:27 (+7)                                                       | 7 игр; +4 =1 −2; голы 34:27 (+7)                                                       |

| Таблица турнира по хоккею с шайбой на VII зимней Спартакиаде народов СССР | Таблица турнира по хоккею с шайбой на VII зимней Спартакиаде народов СССР | Таблица турнира по хоккею с шайбой на VII зимней Спартакиаде народов СССР | Таблица турнира по хоккею с шайбой на VII зимней Спартакиаде народов СССР | Таблица турнира по хоккею с шайбой на VII зимней Спартакиаде народов СССР | Таблица турнира по хоккею с шайбой на VII зимней Спартакиаде народов СССР | Таблица турнира по хоккею с шайбой на VII зимней Спартакиаде народов СССР | Таблица турнира по хоккею с шайбой на VII зимней Спартакиаде народов СССР | Таблица турнира по хоккею с шайбой на VII зимней Спартакиаде народов СССР | Таблица турнира по хоккею с шайбой на VII зимней Спартакиаде народов СССР | Таблица турнира по хоккею с шайбой на VII зимней Спартакиаде народов СССР | Таблица турнира по хоккею с шайбой на VII зимней Спартакиаде народов СССР | Таблица турнира по хоккею с шайбой на VII зимней Спартакиаде народов СССР | Таблица турнира по хоккею с шайбой на VII зимней Спартакиаде народов СССР | Таблица турнира по хоккею с шайбой на VII зимней Спартакиаде народов СССР | Таблица турнира по хоккею с шайбой на VII зимней Спартакиаде народов СССР | Таблица турнира по хоккею с шайбой на VII зимней Спартакиаде народов СССР | Таблица турнира по хоккею с шайбой на VII зимней Спартакиаде народов СССР |
| №                                                                         | Команда                                                                   | Москва                                                                    | Украинская Советская Социалистическая Республика                          | Белорусская Советская Социалистическая Республика                         | Российская Советская Федеративная Социалистическая Республика             | Российская Советская Федеративная Социалистическая Республика             | Санкт-Петербург                                                           | Казахская Советская Социалистическая Республика                           | Латвийская Советская Социалистическая Республика                          | И                                                                         | В                                                                         | Н                                                                         | П                                                                         | ГЗ                                                                        | ГП                                                                        | ГР                                                                        | О                                                                         |
| ------------------------------------------------------------------------- | ------------------------------------------------------------------------- | ------------------------------------------------------------------------- | ------------------------------------------------------------------------- | ------------------------------------------------------------------------- | ------------------------------------------------------------------------- | ------------------------------------------------------------------------- | ------------------------------------------------------------------------- | ------------------------------------------------------------------------- | ------------------------------------------------------------------------- | ------------------------------------------------------------------------- | ------------------------------------------------------------------------- | ------------------------------------------------------------------------- | ------------------------------------------------------------------------- | ------------------------------------------------------------------------- | ------------------------------------------------------------------------- | ------------------------------------------------------------------------- | ------------------------------------------------------------------------- |
| 1                                                                         | Москва                                                                    |                                                                           | 4 : 1                                                                     | 8 : 2                                                                     | 2 : 1                                                                     | 5 : 4                                                                     | 10 : 40                                                                   | 6 : 0                                                                     | 9 : 1                                                                     | 7                                                                         | 7                                                                         | 0                                                                         | 0                                                                         | 44                                                                        | 13                                                                        | +31                                                                       | 14                                                                        |
| 2                                                                         | Украинская ССР                                                            | 1 : 4                                                                     |                                                                           | 5 : 3                                                                     | 4 : 6                                                                     | 2 : 2                                                                     | 6 : 3                                                                     | 9 : 6                                                                     | 7 : 3                                                                     | 7                                                                         | 4                                                                         | 1                                                                         | 2                                                                         | 34                                                                        | 27                                                                        | +7                                                                        | 9                                                                         |
| 3                                                                         | Белорусская ССР                                                           | 2 : 8                                                                     | 3 : 5                                                                     |                                                                           | 5 : 2                                                                     | 04 : 10                                                                   | 4 : 3                                                                     | 7 : 1                                                                     | 8 : 0                                                                     | 7                                                                         | 4                                                                         | 0                                                                         | 3                                                                         | 33                                                                        | 29                                                                        | +4                                                                        | 8                                                                         |
| 4                                                                         | Южный Урал                                                                | 1 : 2                                                                     | 6 : 4                                                                     | 2 : 5                                                                     |                                                                           | 6 : 3                                                                     | 2 : 6                                                                     | 6 : 3                                                                     | 9 : 4                                                                     | 7                                                                         | 4                                                                         | 0                                                                         | 3                                                                         | 32                                                                        | 27                                                                        | +5                                                                        | 8                                                                         |
| 5                                                                         | РСФСР                                                                     | 4 : 5                                                                     | 2 : 2                                                                     | 10 : 40                                                                   | 3 : 6                                                                     |                                                                           | 2 : 3                                                                     | 11 : 40                                                                   | 3 : 2                                                                     | 7                                                                         | 3                                                                         | 1                                                                         | 3                                                                         | 35                                                                        | 26                                                                        | +9                                                                        | 7                                                                         |
| 6                                                                         | Ленинград                                                                 | 04 : 10                                                                   | 3 : 6                                                                     | 3 : 4                                                                     | 6 : 2                                                                     | 3 : 2                                                                     |                                                                           | 04 : 10                                                                   | 9 : 5                                                                     | 7                                                                         | 3                                                                         | 0                                                                         | 4                                                                         | 32                                                                        | 39                                                                        | −7                                                                        | 6                                                                         |
| 7                                                                         | Казахская ССР                                                             | 0 : 6                                                                     | 6 : 9                                                                     | 1 : 7                                                                     | 3 : 6                                                                     | 04 : 11                                                                   | 10 : 40                                                                   |                                                                           | 2 : 2                                                                     | 7                                                                         | 1                                                                         | 1                                                                         | 5                                                                         | 26                                                                        | 45                                                                        | −19                                                                       | 3                                                                         |
| 8                                                                         | Латвийская ССР                                                            | 1 : 9                                                                     | 3 : 7                                                                     | 0 : 8                                                                     | 4 : 9                                                                     | 2 : 3                                                                     | 5 : 9                                                                     | 2 : 2                                                                     |                                                                           | 7                                                                         | 0                                                                         | 1                                                                         | 6                                                                         | 17                                                                        | 47                                                                        | −30                                                                       | 1                                                                         |

На международной арене до 1991 года украинцы выступали в составе молодёжной сборной команды СССР.

## Выступления

### Чемпионаты мира
До 1992 года включительно молодёжная сборная команда Украины в чемпионатах мира по хоккею с шайбой среди молодёжных команд участия не принимала. Украинцы играли в составе молодёжной сборной команды СССР. Победителями молодёжного чемпионата мира 1992 года в составе молодёжной сборной команды СНГ стали два украинца — защитник московского ЦСКА Алексей Житник и нападающий киевского ХК «Сокол» Александр Кузьминский.
| Молодёжная сборная Украины по хоккею с шайбой на чемпионатах мира | Молодёжная сборная Украины по хоккею с шайбой на чемпионатах мира | Молодёжная сборная Украины по хоккею с шайбой на чемпионатах мира | Молодёжная сборная Украины по хоккею с шайбой на чемпионатах мира | Молодёжная сборная Украины по хоккею с шайбой на чемпионатах мира | Молодёжная сборная Украины по хоккею с шайбой на чемпионатах мира | Молодёжная сборная Украины по хоккею с шайбой на чемпионатах мира | Молодёжная сборная Украины по хоккею с шайбой на чемпионатах мира | Молодёжная сборная Украины по хоккею с шайбой на чемпионатах мира | Молодёжная сборная Украины по хоккею с шайбой на чемпионатах мира | Молодёжная сборная Украины по хоккею с шайбой на чемпионатах мира | Молодёжная сборная Украины по хоккею с шайбой на чемпионатах мира | Молодёжная сборная Украины по хоккею с шайбой на чемпионатах мира | Молодёжная сборная Украины по хоккею с шайбой на чемпионатах мира | Молодёжная сборная Украины по хоккею с шайбой на чемпионатах мира | Молодёжная сборная Украины по хоккею с шайбой на чемпионатах мира | Молодёжная сборная Украины по хоккею с шайбой на чемпионатах мира |
| №                                                                 | Год                                                               | Место                                                             | Дивизион                                                          | Место                                                             | Локация                                                           | Дата                                                              | И                                                                 | В                                                                 | ВО                                                                | Н                                                                 | ПО                                                                | П                                                                 | ГЗ                                                                | ГП                                                                | ГР                                                                | Прим.                                                             |
| ----------------------------------------------------------------- | ----------------------------------------------------------------- | ----------------------------------------------------------------- | ----------------------------------------------------------------- | ----------------------------------------------------------------- | ----------------------------------------------------------------- | ----------------------------------------------------------------- | ----------------------------------------------------------------- | ----------------------------------------------------------------- | ----------------------------------------------------------------- | ----------------------------------------------------------------- | ----------------------------------------------------------------- | ----------------------------------------------------------------- | ----------------------------------------------------------------- | ----------------------------------------------------------------- | ----------------------------------------------------------------- | ----------------------------------------------------------------- |
| 1                                                                 | 1992                                                              | 17-е                                                              | Группа C (квал.)                                                  | 1-е                                                               | Беларусь: · Минск · Латвия: · Рига                                | 10.11 − 15.11                                                     | 3                                                                 | 3                                                                 | —                                                                 | 0                                                                 | —                                                                 | 0                                                                 | 26                                                                | 1                                                                 | +25                                                               | (гр.2)                                                            |
| 1                                                                 | 1993                                                              | 17-е                                                              | Группа C                                                          | 1-е                                                               | Дания: · Оденсе, Эсбьерг                                          | 30.12 − 03.01                                                     | 4                                                                 | 4                                                                 | —                                                                 | 0                                                                 | —                                                                 | 0                                                                 | 46                                                                | 6                                                                 | +40                                                               |                                                                   |
| 2                                                                 | 1994                                                              | 9-е                                                               | Группа B                                                          | 1-е                                                               | Румыния: · Бухарест                                               | 27.12 − 05.01                                                     | 7                                                                 | 7                                                                 | —                                                                 | 0                                                                 | —                                                                 | 0                                                                 | 35                                                                | 10                                                                | +25                                                               |                                                                   |
| 3                                                                 | 1995                                                              | 8-е                                                               | Группа A                                                          | 8-е                                                               | Канада: · Ред-Дир, Калгари, Эдмонтон                              | 26.12 − 04.01                                                     | 7                                                                 | 1                                                                 | —                                                                 | 0                                                                 | —                                                                 | 6                                                                 | 12                                                                | 42                                                                | −30                                                               |                                                                   |
| 4                                                                 | 1996                                                              | 10-е                                                              | Группа A                                                          | 10-е                                                              | США: · Честнат Хилл, Бостон, Мальборо                             | 26.12 − 04.01                                                     | 6                                                                 | 1                                                                 | —                                                                 | 0                                                                 | —                                                                 | 5                                                                 | 12                                                                | 31                                                                | −19                                                               |                                                                   |
| 5                                                                 | 1997                                                              | 15-е                                                              | Группа B                                                          | 5-е                                                               | Украина: · Киев                                                   | 27.12 − 05.01                                                     | 7                                                                 | 3                                                                 | —                                                                 | 1                                                                 | —                                                                 | 3                                                                 | 26                                                                | 18                                                                | +8                                                                |                                                                   |
| 6                                                                 | 1998                                                              | 12-е                                                              | Группа B                                                          | 2-е                                                               | Польша: · Тыхы, Сосновец                                          | 28.12 − 04.01                                                     | 6                                                                 | 4                                                                 | —                                                                 | 1                                                                 | —                                                                 | 1                                                                 | 31                                                                | 13                                                                | +18                                                               |                                                                   |
| 7                                                                 | 1999                                                              | 11-е                                                              | Группа B                                                          | 1-е                                                               | Венгрия: · Секешфехервар, Дунайварош                              | 27.12 − 03.01                                                     | 6                                                                 | 5                                                                 | —                                                                 | 1                                                                 | —                                                                 | 0                                                                 | 30                                                                | 13                                                                | +17                                                               |                                                                   |
| 8                                                                 | 2000                                                              | 10-е                                                              | Группа A                                                          | 10-е                                                              | Швеция: · Шеллефтео, Умео                                         | 25.12 − 04.01                                                     | 6                                                                 | 1                                                                 | 0                                                                 | 0                                                                 | 0                                                                 | 5                                                                 | 10                                                                | 28                                                                | −18                                                               | [ 2 ]                                                             |
| 9                                                                 | 2001                                                              | 13-е                                                              | Дивизион I                                                        | 3-е                                                               | Германия: · Ландсберг-на-Лехе, Фюссен                             | 10.12 − 16.12                                                     | 5                                                                 | 3                                                                 | —                                                                 | 0                                                                 | —                                                                 | 2                                                                 | 15                                                                | 9                                                                 | +6                                                                |                                                                   |
| 10                                                                | 2002                                                              | 14-е                                                              | Дивизион I                                                        | 4-е                                                               | Австрия: · Капфенберг, Цельтвег                                   | 09.12 − 15.12                                                     | 5                                                                 | 1                                                                 | —                                                                 | 1                                                                 | —                                                                 | 3                                                                 | 9                                                                 | 23                                                                | −14                                                               |                                                                   |
| 11                                                                | 2003                                                              | 12-е                                                              | Дивизион I                                                        | 1-е                                                               | Казахстан: · Алма-Ата                                             | 27.12 − 02.01                                                     | 5                                                                 | 4                                                                 | —                                                                 | 1                                                                 | —                                                                 | 0                                                                 | 18                                                                | 8                                                                 | +10                                                               | (гр. A)                                                           |
| 12                                                                | 2004                                                              | 10-е                                                              | ТОП-Дивизион                                                      | 10-е                                                              | Финляндия: · Хельсинки, Хяменлинна                                | 26.12 − 05.01                                                     | 6                                                                 | 0                                                                 | —                                                                 | 1                                                                 | —                                                                 | 5                                                                 | 3                                                                 | 49                                                                | −46                                                               |                                                                   |
| 13                                                                | 2005                                                              | 19-е                                                              | Дивизион I                                                        | 5-е                                                               | Эстония: · Нарва                                                  | 13.12 − 19.01                                                     | 5                                                                 | 1                                                                 | —                                                                 | 1                                                                 | —                                                                 | 3                                                                 | 11                                                                | 19                                                                | −6                                                                | (гр. B)                                                           |
| 14                                                                | 2006                                                              | 19-е                                                              | Дивизион I                                                        | 5-е                                                               | Словения: · Блед                                                  | 11.12 − 17.01                                                     | 5                                                                 | 1                                                                 | —                                                                 | 1                                                                 | —                                                                 | 3                                                                 | 10                                                                | 22                                                                | −12                                                               | (гр. A)                                                           |
| 15                                                                | 2007                                                              | 15-е                                                              | Дивизион I                                                        | 3-е                                                               | Дания: · Оденсе                                                   | 11.12 − 17.01                                                     | 5                                                                 | 4                                                                 | 0                                                                 | —                                                                 | 0                                                                 | 1                                                                 | 15                                                                | 9                                                                 | +6                                                                | (гр. A)                                                           |
| 16                                                                | 2008                                                              | 20-е                                                              | Дивизион I                                                        | 5-е                                                               | Германия: · Бад-Тёльц                                             | 09.12 − 18.01                                                     | 5                                                                 | 0                                                                 | 1                                                                 | —                                                                 | 1                                                                 | 3                                                                 | 10                                                                | 26                                                                | −16                                                               | (гр. A)                                                           |
| 17                                                                | 2009                                                              | 19-е                                                              | Дивизион I                                                        | 5-е                                                               | Дания: · Ольборг                                                  | 15.12 − 21.01                                                     | 5                                                                 | 1                                                                 | 0                                                                 | —                                                                 | 0                                                                 | 4                                                                 | 10                                                                | 16                                                                | −6                                                                | (гр. B)                                                           |
| 18                                                                | 2010                                                              | 18-е                                                              | Дивизион I                                                        | 4-е                                                               | Франция: · Межев, Сен-Жерве-ле-Бен                                | 14.12 − 20.01                                                     | 5                                                                 | 1                                                                 | 0                                                                 | —                                                                 | 1                                                                 | 3                                                                 | 15                                                                | 23                                                                | −8                                                                | (гр. A)                                                           |
| 19                                                                | 2011                                                              | 22-е                                                              | Дивизион I                                                        | 6-е                                                               | Беларусь: · Бобруйск                                              | 13.12 − 19.01                                                     | 5                                                                 | 0                                                                 | 0                                                                 | —                                                                 | 0                                                                 | 5                                                                 | 4                                                                 | 32                                                                | −28                                                               | (гр. A)                                                           |
| 20                                                                | 2012                                                              | 23-е                                                              | Дивизион IIA                                                      | 1-е                                                               | Украина: · Донецк                                                 | 12.12 − 18.12                                                     | 5                                                                 | 3                                                                 | 2                                                                 | —                                                                 | 0                                                                 | 0                                                                 | 24                                                                | 10                                                                | +14                                                               |                                                                   |
| 21                                                                | 2013                                                              | 20-е                                                              | Дивизион IB                                                       | 4-е                                                               | Украина: · Донецк                                                 | 10.12 − 16.12                                                     | 5                                                                 | 2                                                                 | 1                                                                 | —                                                                 | 1                                                                 | 1                                                                 | 8                                                                 | 7                                                                 | +1                                                                |                                                                   |
| 22                                                                | 2014                                                              | 20-е                                                              | Дивизион IB                                                       | 4-е                                                               | Великобритания: · Дамфрис                                         | 09.12 − 15.12                                                     | 5                                                                 | 2                                                                 | 0                                                                 | —                                                                 | 0                                                                 | 3                                                                 | 11                                                                | 15                                                                | −4                                                                |                                                                   |
| 23                                                                | 2015                                                              | 18-е                                                              | Дивизион IB                                                       | 2-е                                                               | Венгрия: · Дунайварош                                             | 14.12 − 20.12                                                     | 5                                                                 | 2                                                                 | 1                                                                 | —                                                                 | 0                                                                 | 2                                                                 | 10                                                                | 11                                                                | −1                                                                |                                                                   |
| 24                                                                | 2016                                                              | 20-е                                                              | Дивизион IB                                                       | 4-е                                                               | Франция: · Межев                                                  | 12.12 − 18.12                                                     | 4                                                                 | 1                                                                 | 0                                                                 | —                                                                 | 2                                                                 | 1                                                                 | 9                                                                 | 10                                                                | −1                                                                | [ 3 ]                                                             |
| 25                                                                | 2017                                                              | 21-е                                                              | Дивизион IB                                                       | 5-е                                                               | Венгрия: · Будапешт                                               | 11.12 − 17.12                                                     | 5                                                                 | 1                                                                 | 1                                                                 | —                                                                 | 0                                                                 | 3                                                                 | 9                                                                 | 13                                                                | −4                                                                |                                                                   |
| 26                                                                | 2018                                                              | 20-е                                                              | Дивизион IB                                                       | 4-е                                                               | Словения: · Блед                                                  | 09.12 − 15.12                                                     | 5                                                                 | 1                                                                 | 1                                                                 | —                                                                 | 1                                                                 | 2                                                                 | 9                                                                 | 11                                                                | −2                                                                |                                                                   |
| 27                                                                | 2019                                                              | 21-е                                                              | Дивизион IB                                                       | 5-е                                                               | Польша: · Тыхы                                                    | 08.12 − 14.12                                                     | 5                                                                 | 1                                                                 | 1                                                                 | —                                                                 | 0                                                                 | 3                                                                 | 14                                                                | 20                                                                | −6                                                                |                                                                   |
| 28                                                                | 2020                                                              | 21-е                                                              | Дивизион IB                                                       | 3-е                                                               | Украина: · Киев                                                   | 12.12 − 18.12                                                     | 5                                                                 | 2                                                                 | 1                                                                 | —                                                                 | 0                                                                 | 2                                                                 | 14                                                                | 12                                                                | +2                                                                |                                                                   |
| 29                                                                | 2021                                                              | —                                                                 | Дивизион IB                                                       | —                                                                 | Эстония: · Таллинн                                                | 10.02 − 17.02                                                     | Турнир отменён из-за пандемии COVID-19                            | Турнир отменён из-за пандемии COVID-19                            | Турнир отменён из-за пандемии COVID-19                            | Турнир отменён из-за пандемии COVID-19                            | Турнир отменён из-за пандемии COVID-19                            | Турнир отменён из-за пандемии COVID-19                            | Турнир отменён из-за пандемии COVID-19                            | Турнир отменён из-за пандемии COVID-19                            | Турнир отменён из-за пандемии COVID-19                            | Турнир отменён из-за пандемии COVID-19                            |
| Итого:                                                            | Итого:                                                            | Итого:                                                            |                                                                   |                                                                   |                                                                   |                                                                   | 153                                                               | 69 (2 ОТ, 7 Б)                                                    | 69 (2 ОТ, 7 Б)                                                    | 8                                                                 | 76 (2 ОТ, 4 Б)                                                    | 76 (2 ОТ, 4 Б)                                                    | 456                                                               | 507                                                               | −51                                                               |                                                                   |
| в том числе:                                                      | в том числе:                                                      | в том числе:                                                      | ТОП-Дивизион (Группа A)                                           | ТОП-Дивизион (Группа A)                                           | ТОП-Дивизион (Группа A)                                           | ТОП-Дивизион (Группа A)                                           | 25                                                                | 3                                                                 | 3                                                                 | 1                                                                 | 21                                                                | 21                                                                | 37                                                                | 150                                                               | −113                                                              |                                                                   |

### Ближайшие и последние игры
В сезоне 2020/2021 Министерством молодёжи и спорта Украины едиными календарными планами физкультурно-оздоровительных и спортивных мероприятий Украины на 2020 и 2021 года было предусмотрено участие сборной команды в двух международных турнирах молодёжных команд в Польше:
- с 31 августа по 5 сентября 2020 года (23 игрока и 12 тренеров)
- с 5 ноября по 9 ноября 2020 года (28 игроков и 6 тренеров)

Также игроки и тренеры молодёжной сборной Украины должны были принять участие в следующих учебно-тренировочных сборах:
в рамках подготовки к чемпионату мира 2021 года
- с 10 июля по 20 июля 2020 года (УТЗ по физической подготовке, 34 игрока и 6 тренеров)
- с 22 июля по 1 августа 2020 года (УТЗ по физической подготовке, 34 игрока и 6 тренеров)
- с 21 августа по 28 августа 2020 года (УТЗ по ледовой подготовке, 30 игроков и 6 тренеров)
- с 1 ноября по 5 ноября 2020 года (УТЗ по специальной подготовке, 28 игроков и 6 тренеров)
- с 1 декабря по 13 декабря 2020 года (УТЗ по специальной подготовке, 26 игроков и 6 тренеров)
- с 7 февраля по 14 февраля 2021 года (УТЗ по специальной подготовке, 28 игроков и 6 тренеров)

в рамках подготовки к чемпионату мира 2022 года
- с 10 апреля по 14 апреля 2021 года (УТЗ по специальной подготовке, 28 игроков и 6 тренеров)

В связи с пандемией COVID-19 были отменены все учебно-тренировочные сборы, а также участие молодёжной сборной Украины в международных турнирах, включая молодёжный чемпионат мира 2021 года.
Первый в 2021 году учебно-тренировочный сбор молодёжной сборной Украины должен прошёл с 10 по 16 мая на льду арены ТРЦ «Терминал» (Бровары, Киевская область). По окончании сбора были запланированы два матча с белорусской командой «Юниор» в Минске (Беларусь), которые должны были состояться 14 и 15 мая В дальнейшем матчи с белорусской командой не состоялись.

## Состав
Состав молодёжной сборной Украины по хоккею с шайбой на чемпионат мира (Дивизион I. Группа B) в Киеве с 12 по 18 декабря 2019 года
| Состав молодёжной сборной Украины по хоккею с шайбой на чемпионат мира 2020 года | Состав молодёжной сборной Украины по хоккею с шайбой на чемпионат мира 2020 года | Состав молодёжной сборной Украины по хоккею с шайбой на чемпионат мира 2020 года | Состав молодёжной сборной Украины по хоккею с шайбой на чемпионат мира 2020 года | Состав молодёжной сборной Украины по хоккею с шайбой на чемпионат мира 2020 года | Состав молодёжной сборной Украины по хоккею с шайбой на чемпионат мира 2020 года | Состав молодёжной сборной Украины по хоккею с шайбой на чемпионат мира 2020 года | Состав молодёжной сборной Украины по хоккею с шайбой на чемпионат мира 2020 года | Состав молодёжной сборной Украины по хоккею с шайбой на чемпионат мира 2020 года | Состав молодёжной сборной Украины по хоккею с шайбой на чемпионат мира 2020 года | Состав молодёжной сборной Украины по хоккею с шайбой на чемпионат мира 2020 года |
| №                                                                                | П                                                                                | Имя                                                                              | Дата рождения                                                                    | Х                                                                                | Рост, см                                                                         | Вес, кг                                                                          | И                                                                                | Г                                                                                | О                                                                                | Клуб                                                                             |
| -------------------------------------------------------------------------------- | -------------------------------------------------------------------------------- | -------------------------------------------------------------------------------- | -------------------------------------------------------------------------------- | -------------------------------------------------------------------------------- | -------------------------------------------------------------------------------- | -------------------------------------------------------------------------------- | -------------------------------------------------------------------------------- | -------------------------------------------------------------------------------- | -------------------------------------------------------------------------------- | -------------------------------------------------------------------------------- |
| 1                                                                                | В                                                                                | Артур Оганджанян                                                                 | 22.08.2000                                                                       | Л                                                                                | 180                                                                              | 84                                                                               | 5                                                                                | 0                                                                                | −12                                                                              | «Twin City Thunder» (Оберн)                                                      |
| 2                                                                                | Н                                                                                | Денис Архипенко                                                                  | 29.03.2000                                                                       | Л                                                                                | 173                                                                              | 77                                                                               | 5                                                                                | 2                                                                                | 5                                                                                | «Team Maryland» (Одентон)                                                        |
| 3                                                                                | З                                                                                | Михаил Васильев                                                                  | 21.11.2000                                                                       | Л                                                                                | 194                                                                              | 95                                                                               | 5                                                                                | 0                                                                                | 1                                                                                | ХК «Белый Барс» (Белая Церковь)                                                  |
| 4                                                                                | З                                                                                | Евгений Ратушный                                                                 | 19.05.2001                                                                       | Л                                                                                | 190                                                                              | 85                                                                               | 5                                                                                | 0                                                                                | 1                                                                                | «Gyori ETO» (Дьёр)                                                               |
| 5                                                                                | З                                                                                | Сергей Логач                                                                     | 22.06.2000                                                                       | Л                                                                                | 180                                                                              | 80                                                                               | 5                                                                                | 0                                                                                | 1                                                                                | ХК «Белый Барс» (Белая Церковь)                                                  |
| 7                                                                                | Н                                                                                | Артём Матейченко                                                                 | 06.04.2000                                                                       | Л                                                                                | 171                                                                              | 66                                                                               | 5                                                                                | 0                                                                                | 3                                                                                | «New Hampshire Avalanche» (Хуксетт)                                              |
| 8                                                                                | З                                                                                | Никита Кругляков                                                                 | 09.11.2001                                                                       | П                                                                                | 185                                                                              | 82                                                                               | 5                                                                                | 0                                                                                | 0                                                                                | ХК «Днепр» (Херсон)                                                              |
| 9                                                                                | Н                                                                                | Станислав Садовиков                                                              | 20.01.2003                                                                       | Л                                                                                | 179                                                                              | 72                                                                               | 5                                                                                | 0                                                                                | 0                                                                                | ХК «Динамо» (Днепр)                                                              |
| 10                                                                               | Н                                                                                | Алексей Сиротенко                                                                | 23.08.2000                                                                       | Л                                                                                | 180                                                                              | 72                                                                               | 5                                                                                | 0                                                                                | 0                                                                                | «Dallas Snipers» (Плейно)                                                        |
| 11                                                                               | Н                                                                                | Богдан Середницкий                                                               | 14.09.2001                                                                       | Л                                                                                | 178                                                                              | 71                                                                               | 5                                                                                | 0                                                                                | 0                                                                                | ХК «Белый Барс» (Белая Церковь)                                                  |
| 12                                                                               | Н                                                                                | Евгений Абаджян                                                                  | 08.07.2001                                                                       | Л                                                                                | 181                                                                              | 73                                                                               | 5                                                                                | 0                                                                                | 0                                                                                | МХК «Динамо» (Харьков)                                                           |
| 13                                                                               | Н                                                                                | Владислав Брага                                                                  | 04.09.2001                                                                       | П                                                                                | 176                                                                              | 70                                                                               | 5                                                                                | 0                                                                                | 0                                                                                | ХК «Днепр» (Херсон)                                                              |
| 14                                                                               | Н                                                                                | Феликс Морозов                                                                   | 07.03.2000                                                                       | Л                                                                                | 182                                                                              | 75                                                                               | 5                                                                                | 4                                                                                | 7                                                                                | «Baie-Comeau Drakkar» (Бэ-Комо)                                                  |
| 15                                                                               | З                                                                                | Артур Чолач                                                                      | 06.06.2003                                                                       | Л                                                                                | 189                                                                              | 91                                                                               | 5                                                                                | 0                                                                                | 0                                                                                | «New Jersey Jr. Titans» (Миддлтаун Тауншип)                                      |
| 16                                                                               | Н                                                                                | Ярослав Панченко                                                                 | 13.09.2001                                                                       | Л                                                                                | 179                                                                              | 78                                                                               | 5                                                                                | 0                                                                                | 0                                                                                | ХК «Белый Барс» (Белая Церковь)                                                  |
| 17                                                                               | Н                                                                                | Александр Пересунько                                                             | 08.02.2000                                                                       | П                                                                                | 180                                                                              | 84                                                                               | 5                                                                                | 3                                                                                | 5                                                                                | «Victoriaville Tigres» (Викториавилл)                                            |
| 18                                                                               | Н                                                                                | Артём Целогородцев                                                               | 09.11.2001                                                                       | Л                                                                                | 184                                                                              | 76                                                                               | 5                                                                                | 0                                                                                | 0                                                                                | ХК «Днепр» (Херсон)                                                              |
| 19                                                                               | Н                                                                                | Глеб Кривошапкин                                                                 | 10.05.2000                                                                       | Л                                                                                | 176                                                                              | 72                                                                               | 5                                                                                | 2                                                                                | 3                                                                                | «Ogden Mustangs» (Огден)                                                         |
| 20                                                                               | В                                                                                | Владислав Гурко                                                                  | 23.06.2000                                                                       | Л                                                                                | 168                                                                              | 67                                                                               | 5                                                                                | —                                                                                | —                                                                                | ХК «Днепр» (Херсон)                                                              |
| 21                                                                               | З                                                                                | Богдан Грицюк                                                                    | 01.03.2000                                                                       | П                                                                                | 180                                                                              | 83                                                                               | 5                                                                                | 0                                                                                | 0                                                                                | ХК «Белый Барс» (Белая Церковь)                                                  |
| 23                                                                               | Н                                                                                | Дмитрий Даниленко                                                                | 10.04.2000                                                                       | Л                                                                                | 177                                                                              | 81                                                                               | 5                                                                                | 1                                                                                | 6                                                                                | «South Shore Kings» (Фоксборо)                                                   |
| 24                                                                               | З                                                                                | Денис Матусевич                                                                  | 27.10.2001                                                                       | П                                                                                | 188                                                                              | 79                                                                               | 5                                                                                | 1                                                                                | 2                                                                                | ХК «Днепр» (Херсон)                                                              |

Список игроков молодёжной сборной Украины по хоккею с шайбой, принявших участие в учебно-тренировочном сборе, прошедшем с 10 по 16 мая 2021 года на льду арены ТРЦ «Терминал» (Бровары, Киевская область)
| Список игроков молодёжной сборной Украины по хоккею с шайбой на сезон 2020/2021 | Список игроков молодёжной сборной Украины по хоккею с шайбой на сезон 2020/2021 | Список игроков молодёжной сборной Украины по хоккею с шайбой на сезон 2020/2021 | Список игроков молодёжной сборной Украины по хоккею с шайбой на сезон 2020/2021 | Список игроков молодёжной сборной Украины по хоккею с шайбой на сезон 2020/2021 | Список игроков молодёжной сборной Украины по хоккею с шайбой на сезон 2020/2021 | Список игроков молодёжной сборной Украины по хоккею с шайбой на сезон 2020/2021 | Список игроков молодёжной сборной Украины по хоккею с шайбой на сезон 2020/2021 | Список игроков молодёжной сборной Украины по хоккею с шайбой на сезон 2020/2021 | Список игроков молодёжной сборной Украины по хоккею с шайбой на сезон 2020/2021 | Список игроков молодёжной сборной Украины по хоккею с шайбой на сезон 2020/2021 |
| №                                                                               | П                                                                               | Имя                                                                             | Дата рождения                                                                   | Х                                                                               | Рост, см                                                                        | Вес, кг                                                                         | И                                                                               | Г                                                                               | О                                                                               | Клуб                                                                            |
| ------------------------------------------------------------------------------- | ------------------------------------------------------------------------------- | ------------------------------------------------------------------------------- | ------------------------------------------------------------------------------- | ------------------------------------------------------------------------------- | ------------------------------------------------------------------------------- | ------------------------------------------------------------------------------- | ------------------------------------------------------------------------------- | ------------------------------------------------------------------------------- | ------------------------------------------------------------------------------- | ------------------------------------------------------------------------------- |
|                                                                                 | Н                                                                               | Борис Андрющенко                                                                | 15.05.2003                                                                      | Л                                                                               | 180                                                                             | 73                                                                              | —                                                                               | —                                                                               | —                                                                               | ХК «Ледяные Волки» (Киев)                                                       |
|                                                                                 | Н                                                                               | Денис Бородай                                                                   | 10.07.2002                                                                      | Л                                                                               | 186                                                                             | 80                                                                              | 10                                                                              | 0                                                                               | 1                                                                               | ХК «Белый Барс» (Белая Церковь)                                                 |
|                                                                                 | З                                                                               | Глеб Варава                                                                     | 19.04.2002                                                                      | Л                                                                               | 183                                                                             | 87                                                                              | —                                                                               | —                                                                               | —                                                                               | ХК «Кременчуг» (Кременчуг)                                                      |
|                                                                                 | З                                                                               | Владимир Волков                                                                 | 22.02.2004                                                                      | Л                                                                               | 178                                                                             | 65                                                                              | —                                                                               | —                                                                               | —                                                                               | HC «Slovan» (Братислава)                                                        |
|                                                                                 | В                                                                               | Макар Ганин                                                                     | 04.08.2004                                                                      |                                                                                 | 165                                                                             | 45                                                                              | —                                                                               | —                                                                               | —                                                                               | HK «HAKI» (Вихти)                                                               |
|                                                                                 | Н                                                                               | Денис Гончаренко                                                                | 18.01.2002                                                                      | П                                                                               | 180                                                                             | 75                                                                              | —                                                                               | —                                                                               | —                                                                               | МХК «Сокол» (Киев)                                                              |
|                                                                                 | Н                                                                               | Артём Грабовецкий                                                               | 21.08.2003                                                                      | П                                                                               | 178                                                                             | 73                                                                              | —                                                                               | —                                                                               | —                                                                               | ХК «Белый Барс» (Белая Церковь)                                                 |
|                                                                                 | З                                                                               | Андрей Евтухов                                                                  | 14.01.2003                                                                      | Л                                                                               | 183                                                                             | 79                                                                              | 6                                                                               | 0                                                                               | 0                                                                               | «Springfield Pics» (Спрингфилд)                                                 |
|                                                                                 | З                                                                               | Арсений Киселёв                                                                 | 17.06.2004                                                                      | П                                                                               | 167                                                                             | 62                                                                              | —                                                                               | —                                                                               | —                                                                               | ХК «Белый Барс» (Белая Церковь)                                                 |
|                                                                                 | Н                                                                               | Дмитрий Кобыльник                                                               | 05.07.2002                                                                      | Л                                                                               | 191                                                                             | 77                                                                              | —                                                                               | —                                                                               | —                                                                               | «Provo Riverblades» (Прово)                                                     |
|                                                                                 | Н                                                                               | Даниил Коржилецкий                                                              | 16.06.2003                                                                      | П                                                                               | 183                                                                             | 83                                                                              | —                                                                               | —                                                                               | —                                                                               | МХК «Сокол» (Киев)                                                              |
|                                                                                 | Н                                                                               | Михаил Красножон                                                                | 01.12.2003                                                                      | Л                                                                               | 178                                                                             | 80                                                                              | —                                                                               | —                                                                               | —                                                                               | ХК «Днепр» (Херсон)                                                             |
|                                                                                 | З                                                                               | Арсен Палийчук                                                                  | 28.02.2003                                                                      | Л                                                                               | 188                                                                             | 83                                                                              | —                                                                               | —                                                                               | —                                                                               | HC «Okanagan Europe» (Санкт-Пёльтен)                                            |
|                                                                                 | Н                                                                               | Богдан Панасенко                                                                | 22.04.2003                                                                      | П                                                                               | 175                                                                             | 73                                                                              | —                                                                               | —                                                                               | —                                                                               | ХК «Днепр» (Херсон)                                                             |
|                                                                                 | В                                                                               | Василий Полгородник                                                             | 14.01.2003                                                                      | П                                                                               | 182                                                                             | 79                                                                              | —                                                                               | —                                                                               | —                                                                               | ХК «Белый Барс» (Белая Церковь)                                                 |
|                                                                                 | З                                                                               | Артём Пономаренко                                                               | 15.06.2002                                                                      | Л                                                                               | 183                                                                             | 82                                                                              | —                                                                               | —                                                                               | —                                                                               | «Boston Bruins Jr.» (Бостон)                                                    |
|                                                                                 | З                                                                               | Артём Портной                                                                   | 05.03.2003                                                                      | П                                                                               | 173                                                                             | 68                                                                              | —                                                                               | —                                                                               | —                                                                               | ХК «Белый Барс» (Белая Церковь)                                                 |
|                                                                                 | Н                                                                               | Тимофей Савицкий                                                                | 31.05.2003                                                                      | Л                                                                               | 182                                                                             | 72                                                                              | —                                                                               | —                                                                               | —                                                                               | ХК «Кременчуг» (Кременчуг)                                                      |
|                                                                                 | Н                                                                               | Станислав Садовиков                                                             | 20.01.2003                                                                      | Л                                                                               | 186                                                                             | 90                                                                              | 9                                                                               | 0                                                                               | 0                                                                               | ХК «Донбасс» (Донецк)                                                           |
|                                                                                 | Н                                                                               | Никита Сидоренко                                                                | 13.09.2004                                                                      | Л                                                                               | 182                                                                             | 71                                                                              | —                                                                               | —                                                                               | —                                                                               | ХК «Донбасс» (Донецк)                                                           |
|                                                                                 | Н                                                                               | Михаил Симчук                                                                   | 06.12.2002                                                                      | Л                                                                               | 179                                                                             | 62                                                                              | —                                                                               | —                                                                               | —                                                                               | МХК «Сокол» (Киев)                                                              |
|                                                                                 | В                                                                               | Ярослав Сулима                                                                  | 11.08.2002                                                                      | Л                                                                               | 186                                                                             | 72                                                                              | —                                                                               | —                                                                               | —                                                                               | ХК «Белый Барс» (Белая Церковь)                                                 |
|                                                                                 | З                                                                               | Владислав Сушков                                                                | 29.01.2003                                                                      | Л                                                                               | 178                                                                             | 65                                                                              | —                                                                               | —                                                                               | —                                                                               | МХК «Сокол» (Киев)                                                              |
|                                                                                 | Н                                                                               | Глеб Ткач                                                                       | 18.10.2002                                                                      | Л                                                                               | 180                                                                             | 67                                                                              | —                                                                               | —                                                                               | —                                                                               | HK «Nacka» (Нака)                                                               |
|                                                                                 | Н                                                                               | Даниил Трахт                                                                    | 20.02.2003                                                                      | П                                                                               | 179                                                                             | 70                                                                              | —                                                                               | —                                                                               | —                                                                               | «Rauman Lukko» (Раума)                                                          |
|                                                                                 | З                                                                               | Александр Филимонов                                                             | 28.11.2002                                                                      | Л                                                                               | 183                                                                             | 80                                                                              | —                                                                               | —                                                                               | —                                                                               | ХК «Мариуполь» (Мариуполь)                                                      |
|                                                                                 | Н                                                                               | Даниил Царьковский                                                              | 03.12.2003                                                                      | Л                                                                               | 183                                                                             | 76                                                                              | —                                                                               | —                                                                               | —                                                                               | HC «Panter» (Таллин)                                                            |
|                                                                                 | З                                                                               | Александр Шаповалов                                                             | 01.04.2004                                                                      | Л                                                                               | 186                                                                             | 80                                                                              | —                                                                               | —                                                                               | —                                                                               | HK «HAKI» (Вихти)                                                               |

Список кандидатов в состав молодёжной сборной Украины по хоккею с шайбой на учебно-тренировочный сбор, который проходил с 10 по 14 мая 2021 года на льду арены ТРЦ «Терминал» (Бровары, Киевская область)
| Список кандидатов в состав молодёжной сборной Украины по хоккею с шайбой на сезон 2020/2021 | Список кандидатов в состав молодёжной сборной Украины по хоккею с шайбой на сезон 2020/2021 | Список кандидатов в состав молодёжной сборной Украины по хоккею с шайбой на сезон 2020/2021 | Список кандидатов в состав молодёжной сборной Украины по хоккею с шайбой на сезон 2020/2021 | Список кандидатов в состав молодёжной сборной Украины по хоккею с шайбой на сезон 2020/2021 | Список кандидатов в состав молодёжной сборной Украины по хоккею с шайбой на сезон 2020/2021 | Список кандидатов в состав молодёжной сборной Украины по хоккею с шайбой на сезон 2020/2021 | Список кандидатов в состав молодёжной сборной Украины по хоккею с шайбой на сезон 2020/2021 | Список кандидатов в состав молодёжной сборной Украины по хоккею с шайбой на сезон 2020/2021 | Список кандидатов в состав молодёжной сборной Украины по хоккею с шайбой на сезон 2020/2021 | Список кандидатов в состав молодёжной сборной Украины по хоккею с шайбой на сезон 2020/2021 |
| №                                                                                           | П                                                                                           | Имя                                                                                         | Дата рождения                                                                               | Х                                                                                           | Рост, см                                                                                    | Вес, кг                                                                                     | И                                                                                           | Г                                                                                           | О                                                                                           | Клуб                                                                                        |
| ------------------------------------------------------------------------------------------- | ------------------------------------------------------------------------------------------- | ------------------------------------------------------------------------------------------- | ------------------------------------------------------------------------------------------- | ------------------------------------------------------------------------------------------- | ------------------------------------------------------------------------------------------- | ------------------------------------------------------------------------------------------- | ------------------------------------------------------------------------------------------- | ------------------------------------------------------------------------------------------- | ------------------------------------------------------------------------------------------- | ------------------------------------------------------------------------------------------- |
|                                                                                             | З                                                                                           | Артём Гребеник                                                                              | 04.08.2002                                                                                  | Л                                                                                           | 181                                                                                         | 76                                                                                          | 5                                                                                           | 0                                                                                           | 0                                                                                           | ХК «Белый Барс» (Белая Церковь)                                                             |
|                                                                                             | Н                                                                                           | Виктор Никонов                                                                              | 14.01.2003                                                                                  | П                                                                                           | 185                                                                                         | 80                                                                                          | —                                                                                           | —                                                                                           | —                                                                                           | ХК «Днепр» (Херсон)                                                                         |
|                                                                                             | Н                                                                                           | Вадим Петрошенко                                                                            | 01.02.2003                                                                                  | Л                                                                                           | 177                                                                                         | 70                                                                                          | 6                                                                                           | 2                                                                                           | 2                                                                                           | ХК «Белый Барс» (Белая Церковь)                                                             |
|                                                                                             | Н                                                                                           | Александр Плохотник                                                                         | 05.07.2002                                                                                  | Л                                                                                           | 182                                                                                         | 75                                                                                          | —                                                                                           | —                                                                                           | —                                                                                           | HC «Košice» (Кошице)                                                                        |
|                                                                                             | Н                                                                                           | Сергей Пойманов                                                                             | 21.05.2002                                                                                  | Л                                                                                           | 171                                                                                         | 61                                                                                          | —                                                                                           | —                                                                                           | —                                                                                           | МХК «Сокол» (Киев)                                                                          |
|                                                                                             | З                                                                                           | Иван Шамардин                                                                               | 01.07.2004                                                                                  | Л                                                                                           | 184                                                                                         | 90                                                                                          | —                                                                                           | —                                                                                           | —                                                                                           | СДЮСШОР (Харьков)                                                                           |

Расширенный список кандидатов в состав молодёжной сборной Украины по хоккею с шайбой на сезон 2020/2021
| Расширенный список кандидатов в состав молодёжной сборной Украины по хоккею с шайбой на сезон 2020/2021 | Расширенный список кандидатов в состав молодёжной сборной Украины по хоккею с шайбой на сезон 2020/2021 | Расширенный список кандидатов в состав молодёжной сборной Украины по хоккею с шайбой на сезон 2020/2021 | Расширенный список кандидатов в состав молодёжной сборной Украины по хоккею с шайбой на сезон 2020/2021 | Расширенный список кандидатов в состав молодёжной сборной Украины по хоккею с шайбой на сезон 2020/2021 | Расширенный список кандидатов в состав молодёжной сборной Украины по хоккею с шайбой на сезон 2020/2021 | Расширенный список кандидатов в состав молодёжной сборной Украины по хоккею с шайбой на сезон 2020/2021 | Расширенный список кандидатов в состав молодёжной сборной Украины по хоккею с шайбой на сезон 2020/2021 | Расширенный список кандидатов в состав молодёжной сборной Украины по хоккею с шайбой на сезон 2020/2021 | Расширенный список кандидатов в состав молодёжной сборной Украины по хоккею с шайбой на сезон 2020/2021 | Расширенный список кандидатов в состав молодёжной сборной Украины по хоккею с шайбой на сезон 2020/2021 |
| № | П | Имя | Дата рождения                                                                                           | Х | Рост, см                                                                                                | Вес, кг                                                                                                 | И | Г | О | Клуб |
| --- | --- | --- | --- | --- | --- | --- | --- | --- | --- | --- |
| | Н | Евгений Абаджян                                                                                         | 08.07.2001                                                                                              | Л | 182 | 85 | 8 | 0 | 1 | без клуба                                                                                               |
| | З | Илья Адаменко                                                                                           | 21.02.2003                                                                                              | Л | 196 | 89 | — | — | — | ХК «Белый Барс» (Белая Церковь)                                                                         |
| | Н | Павел Атаманчук                                                                                         | 29.07.2003                                                                                              | П | 183 | 71 | — | — | — | HC «Okanagan Europe» (Санкт-Пёльтен)                                                                    |
| | Н | Никита Белик                                                                                            | 20.07.2003                                                                                              | П | 175 | 75 | — | — | — | «Atlanta Fire» (Атланта)                                                                                |
| | Н | Алексей Болотин                                                                                         | 06.01.2001                                                                                              | П | 176 | 76 | 3 | 0 | 1 | ХК «Днепр» (Херсон)                                                                                     |
| | Н | Владислав Брага                                                                                         | 04.09.2001                                                                                              | П | 176 | 70 | 8 | 1 | 1 | ХК «Белый Барс» (Белая Церковь)                                                                         |
| | З | Кирилл Будько                                                                                           | 27.03.2001                                                                                              | Л | 177 | 70 | 5 | 0 | 0 | ХК «Белый Барс» (Белая Церковь)                                                                         |
| | Н | Даниил Булах                                                                                            | 19.07.2003                                                                                              | Л | 180 | 73 | — | — | — | ХК «Ледяные Волки» (Киев)                                                                               |
| | З | Кирилл Гордийчук                                                                                        | 31.01.2002                                                                                              | Л | 182 | 69 | — | — | — | ХК «Динамо» (Днепр)                                                                                     |
| | З | Владислав Деркач                                                                                        | 07.10.2002                                                                                              | Л | 178 | 65 | — | — | — | без клуба                                                                                               |
| | Н | Даниил Дуюн                                                                                             | 14.01.2001                                                                                              | Л | 175 | 75 | — | — | — | ХК «Днепр» (Херсон)                                                                                     |
| | Н | Дмитрий Зозовский                                                                                       | 10.11.2002                                                                                              | Л | 179 | 72 | — | — | — | ХК «Белый Барс» (Белая Церковь)                                                                         |
| | З | Никита Казаков                                                                                          | 18.08.2003                                                                                              | Л | 182 | 82 | — | — | — | ХК «Капитан» (Ступино)                                                                                  |
| | Н | Андрей Кривоножкин                                                                                      | 28.02.2003                                                                                              | Л | 188 | 78 | — | — | — | ХК «Динамо» (Днепр)                                                                                     |
| | З | Никита Кругляков                                                                                        | 09.11.2001                                                                                              | П | 186 | 82 | 16 | 0 | 4 | ХК «Днепр» (Херсон)                                                                                     |
| | В | Дмитрий Кубрицкий                                                                                       | 20.07.2002                                                                                              | Л | 183 | 83 | — | — | — | МХК «Сокол» (Киев)                                                                                      |
| | З | Денис Матусевич                                                                                         | 27.10.2001                                                                                              | П | 188 | 79 | 17 | 1 | 2 | ХК «Днепр» (Херсон)                                                                                     |
| | В | Данил Макаренко                                                                                         | 03.04.2001                                                                                              | Л | 183 | 80 | — | — | — | ХК «Ледяные Волки» (Киев)                                                                               |
| | Н | Валентин Микитюк                                                                                        | 14.02.2002                                                                                              | П | 183 | 82 | — | — | — | «Gyori ETO» (Дьёр)                                                                                      |
| | З | Владимир Остапюк                                                                                        | 01.02.2002                                                                                              | Л | 183 | 78 | — | — | — | «North York Rangers» (Норт Йорк)                                                                        |
| | Н | Илья Остроушко                                                                                          | 24.07.2003                                                                                              | Л | 185 | 77 | — | — | — | «Porin Ässät» (Пори)                                                                                    |
| | З | Богдан Панков                                                                                           | 22.03.2001                                                                                              | Л | 165 | 60 | — | — | — | ХК «Краматорск» (Краматорск)                                                                            |
| | Н | Денис Пасько                                                                                            | 07.09.2005                                                                                              | Л | 169 | 60 | — | — | — | ХК «Кривбасс» (Кривой Рог)                                                                              |
| | Н | Ярослав Панченко                                                                                        | 13.09.2001                                                                                              | Л | 179 | 78 | 8 | 0 | 0 | МХК «Сокол» (Киев)                                                                                      |
| | В | Никита Пеленский                                                                                        | 27.01.2001                                                                                              | П | 173 | 72 | — | — | — | МХК «Сокол» (Киев)                                                                                      |
| | З | Игорь Первушин                                                                                          | 10.09.2003                                                                                              | Л | 170 | 68 | — | — | — | HC «Panter» (Таллин)                                                                                    |
| | Н | Дмитрий Попережай                                                                                       | 03.06.2001                                                                                              | П | 183 | 76 | — | — | — | «Gyori ETO» (Дьёр)                                                                                      |
| | З | Евгений Ратушный                                                                                        | 19.05.2001                                                                                              | Л | 182 | 67 | 9 | 0 | 2 | ХК «Днепр» (Херсон)                                                                                     |
| | В | Дмитрий Сердюк                                                                                          | 27.02.2001                                                                                              | П | 182 | 82 | — | — | — | МХК «Кристалл» (Саратов)                                                                                |
| | Н | Богдан Середницкий                                                                                      | 14.09.2001                                                                                              | Л | 178 | 71 | 16 | 1 | 5 | ХК «Белый Барс» (Белая Церковь)                                                                         |
| | Н | Давид Сибилевич                                                                                         | 08.10.2003                                                                                              | П | 185 | 83 | — | — | — | ХК «Ледяные Волки» (Киев)                                                                               |
| | Н | Богдан Степанченко                                                                                      | 27.08.2002                                                                                              | Л | 179 | 68 | — | — | — | HК «Michalovce» (Михаловце)                                                                             |
| | В | Максим Сулютин                                                                                          | 28.08.2001                                                                                              | П | 168 | 67 | — | — | — | ХК «Днепр» (Херсон)                                                                                     |
| | З | Иван Сысак                                                                                              | 20.01.2001                                                                                              | Л | 177 | 75 | — | — | — | МХК «Сокол» (Киев)                                                                                      |
| | Н | Святослав Тимченко                                                                                      | 06.09.2001                                                                                              | Л | 185 | 73 | 3 | 0 | 2 | ХК «Днепр» (Херсон)                                                                                     |
| | Н | Артём Целогородцев                                                                                      | 09.11.2001                                                                                              | Л | 184 | 76 | 8 | 1 | 1 | ХК «Днепр» (Херсон)                                                                                     |
| | Н | Михаил Чиканцев                                                                                         | 28.08.2001                                                                                              | П | 194 | 87 | 3 | 0 | 1 | HK «95 Považská Bystrica» (Поважска-Бистрица)                                                           |
| | З | Артур Чолач                                                                                             | 06.06.2003                                                                                              | Л | 189 | 91 | 6 | 0 | 0 | МХК «Сокол» (Киев)                                                                                      |

## Тренеры
| 1992 | — | 1996 | Виктор Чибирев     |
| 1996 | — | 1997 | Александр Сеуканд  |
| 1997 | — | 1998 | Виктор Чибирев     |
| 1998 | — | 2002 | Александр Куликов  |
| 2002 | — | 2009 | Сергей Лубнин      |
| 2005 | — | 2007 | Иван Правилов      |
| 2007 | — | 2009 | Сергей Лубнин      |
| 2009 | — | 2011 | Александр Савицкий |
| 2011 | — | 2014 | Александр Годынюк  |
| 2014 | — | 2015 | Игорь Чибирев      |
| 2015 | — | 2017 | Андрей Савченко    |
| 2017 | — | 2018 | Андрей Срюбко      |
| 2018 | — | 2020 | Олег Игнатьев      |
| 2020 | — | 2021 | Дмитрий Пидгурский |
| 2021 | — | н.в. | Александр Бобкин   |